# Финал Лиги Европы УЕФА 2013
Финал Лиги Европы УЕФА 2013 года — финальный матч розыгрыша Лиги Европы УЕФА 2012/13, 42-го сезона в истории Кубка УЕФА и 4-го сезона в истории Лиги Европы УЕФА. Этот футбольный матч состоялся 15 мая 2013 года, на стадионе «Амстердам Арена» в Амстердаме.
В матче встретились португальская «Бенфика» и английский «Челси». Победителем стал «Челси», который на последних минутах «вырвал» победу с помощью гола сербского защитника Бранислава Ивановича. «Челси» как победитель Лиги Европы 2012/2013 сыграет с победителем Лиги чемпионов УЕФА сезона 2012/13 в матче на Суперкубок УЕФА. После этой победы «Челси» стал четвёртым клубом, после «Ювентуса», «Аякса» и «Баварии», который выиграл все три главных клубных турнира УЕФА, также выиграв Лигу чемпионов УЕФА в 2012 году, Кубок обладателей кубков УЕФА в 1971, 1998 годах и Суперкубок УЕФА в 1998 году.

## Стадион
16 июня 2011 года УЕФА окончательно объявила стадион «Амстердам Арена» в Амстердаме, местом проведения финального матча Лиги Европы УЕФА сезона 2012/13. Этот стадион является домашней ареной футбольного клуба «Аякс» с 1996 года. На нём проходил финал Лиги чемпионов УЕФА в 1998 году, когда «Реал Мадрид» обыграл «Ювентус» благодаря единственному голу Предрага Миятовича. Так же этот стадион был ареной чемпионата Европы 2000 и принял пять матчей, включая полуфинал.
Предыдущий стадион «Аякса», «Олимпийский», также принимал финалы еврокубков. Из одноматчевых финалов здесь прошли: финал Кубка европейских чемпионов 1962, где «Бенфика» обыграла «Реал Мадрид» со счётом 5:3, и финал Кубка обладателей кубков УЕФА 1977, когда «Гамбург» обыграл «Андерлехт» 2:0. Кроме того, здесь состоялись ответные матчи финала Кубка УЕФА 1981 между «АЗ» и «Ипсвич Таун» 4:2, и финала Кубка УЕФА 1992, между «Аяксом» и «Торино» 0:0.

## Предпосылки
«Бенфика» получила право играть в своём девятом финале еврокубка впервые за 23 года с момента поражения в финале Кубка европейских чемпионов 1990 от «Милана» со счетом 1:0. Предыдущие выступления «Бенфики» в финалах были следующие: две подряд победы в финалах Кубка европейских чемпионов 1961 и 1962 (3:2 против «Барселоны» и 5:3 против «Реал Мадрида»), а затем пять поражений в главном клубном европейском турнире: в 1963 от «Милана» 1:2, в 1965 от «Интернационале» 0:1, в 1968 от «Манчестер Юнайтед» 1:4, в 1988 от «ПСВ» по пенальти 5:6, и в 1990 вновь от «Милана» 0:1. Также, «Бенфика», проиграла в финале Кубка УЕФА 1983 «Андерлехту» по результатам двух матчей со счётом 1:2
Перед этим сезоном, «Челси» никогда не достигал финала Кубка УЕФА или Лиги Европы УЕФА. Ранее «Челси» играл в другом, втором по значимости клубном турнире Европы, Кубке обладателей кубков УЕФА, выиграв его дважды в 1971 году обыграв «Реал Мадрид» 2:1 и в 1998 году победив «Штутгарт» 1:0. Также «Челси» дважды играл в финале Лиги чемпионов УЕФА: в 2008 году поражение по пенальти 5:6 от «Манчестер Юнайтед», и в 2012 году победа по пенальти 4:3 над «Баварией». «Челси», первый действующий победитель Лиги чемпионов УЕФА, который может выиграть Лигу Европы УЕФА и тем самым сделать «обратный дубль», к тому же в случае победы он будет действующим обладателем сразу двух еврокубков в течение 10 дней. Если «Челси» одержит победу, то станет четвёртым клубом, после «Ювентуса», «Аякса» и «Баварии», который выиграл все три главные клубные турниры УЕФА.
Единственная предыдущая встреча «Бенфики» и «Челси» в еврокубках прошла в рамках четвертьфинала Лиги чемпионов УЕФА 2011/12, по сумме двух матчей «Челси» одержал победу 3:1 (1:0 в Лиссабоне и 2:1 в Лондоне) на пути к победе. Трое игроков могут сыграть против своих бывших клубов в финале: у «Бенфики» Неманья Матич, а у «Челси» Давид Луис и Рамирес.
Оба клуба-финалиста заняли третье место в групповом этапе Лиги чемпионов УЕФА 2012/13 и продолжили выступления с 1/16 финала Лиги Европы УЕФА. В четвёртый раз в истории турнира, оба финалиста начинали путь к финалу с группового этапа Лиги чемпионов УЕФА после 2000, 2002 и 2009 годов.

## Путь к финалу
| Команда          | И | В | Н | П | МЗ | МП | РМ | О  |
| ---------------- | - | - | - | - | -- | -- | -- | -- |
| Барселона        | 6 | 4 | 1 | 1 | 11 | 5  | +6 | 13 |
| Селтик           | 6 | 3 | 1 | 2 | 9  | 8  | +1 | 10 |
| Бенфика          | 6 | 2 | 2 | 2 | 5  | 5  | 0  | 8  |
| Спартак (Москва) | 6 | 1 | 0 | 5 | 7  | 14 | −7 | 3  |

| Команда         | И | В | Н | П | МЗ | МП | РМ  | О  |
| --------------- | - | - | - | - | -- | -- | --- | -- |
| Ювентус         | 6 | 3 | 3 | 0 | 12 | 4  | +8  | 12 |
| Шахтёр (Донецк) | 6 | 3 | 1 | 2 | 12 | 8  | +4  | 10 |
| Челси           | 6 | 3 | 1 | 2 | 16 | 10 | +6  | 10 |
| Норшелланн      | 6 | 0 | 1 | 5 | 4  | 22 | −18 | 1  |

## Перед матчем

### Билеты
Два клуба-финалиста получили по 9 800 билетов каждый, для распространения среди своих болельщиков. 20 000 билетов были проданы местным болельщикам, а ещё 3 000 билетов были направлены для продажи по всему миру через сайт UEFA.com. Международная фаза продажи билетов прошла с 3 декабря 2012 года по 18 января 2013 года. Билеты были доступны в четырёх ценовых категориях 135, 100, 70 и 45 евро. Остальные билеты УЕФА передало своим спонсорам, партнёрам, а также местной федерации футбола

### Посол матча
Официальным послом матча был назначен бывший нидерландский футболист Патрик Клюйверт.

### Новости команд
«Челси» по причине травм в финале не смогли помочь Эден Азар, капитан команды Джон Терри и Райан Бертранд, а также заигранный за «Ньюкасл Юнайтед» Демба Ба. У «Бенфики» из-за перебора желтых карточек не сыграл Макси Перейра.

## Составы команд
| Бенфика            | 1:2     | Челси                       |
| ------------------ | ------- | --------------------------- |
| Кардосо 68′ (пен.) | (отчёт) | Торрес 60′ · Иванович 90+3′ |

| Бенфика | Челси |

| Бенфика:        |    |                    |     |
|                 |    |                    |     |
| GK              | 1  | Артур              |     |
| RB              | 34 | Андре Алмейда      |     |
| CB              | 4  | Луизао (к)         |     |
| CB              | 24 | Эсекьель Гарай     | 78' |
| LB              | 25 | Лоренсо Мельгарехо | 66' |
| CM              | 35 | Энцо Перес         |     |
| CM              | 21 | Неманья Матич      |     |
| RW              | 18 | Эдуардо Сальвио    |     |
| AM              | 19 | Родриго            | 66' |
| LW              | 20 | Николас Гайтан     |     |
| CF              | 7  | Оскар Кардосо      |     |
| Запасные:       |    |                    |     |
| GK              | 13 | Паулу Лопеш        |     |
| DF              | 33 | Жардел             | 78' |
| MF              | 89 | Андре Гомиш        |     |
| MF              | 23 | Уррета             |     |
| MF              | 10 | Пабло Аймар        |     |
| MF              | 15 | Ола Джон           | 66' |
| FW              | 11 | Лима               | 66' |
| Главный тренер: |    |                    |     |
| Жоржи Жезуш     |    |                    |     |

| Челси:          |    |                    |
|                 |    |                    |
| GK              | 1  | Петр Чех           |
| RB              | 28 | Сесар Аспиликуэта  |
| CB              | 2  | Бранислав Иванович |
| CB              | 24 | Гари Кэхилл        |
| LB              | 3  | Эшли Коул          |
| CM              | 8  | Фрэнк Лэмпард (к)  |
| CM              | 4  | Давид Луис         |
| RW              | 7  | Рамирес            |
| AM              | 10 | Хуан Мата          |
| LW              | 11 | Оскар              |
| CF              | 9  | Фернандо Торрес    |
| Запасные:       |    |                    |
| GK              | 22 | Росс Тернбулл      |
| DF              | 19 | Паулу Феррейра     |
| MF              | 12 | Джон Оби Микел     |
| MF              | 21 | Марко Марин        |
| MF              | 30 | Йосси Бенаюн       |
| MF              | 57 | Натан Аке          |
| FW              | 13 | Виктор Мозес       |
| Главный тренер: |    |                    |
| Рафаэль Бенитес |    |                    |

| Игрок матча: Бранислав Иванович Помощники судьи: Сандер ван Рукел Эрвин Зейнстра Судьи за воротами: Поль ван Бёкель Ричард Лисфельд Четвёртый арбитр: Феликс Брих | Регламент матча: - 90 минут основного времени. - Послематчевые пенальти в случае необходимости. - Семь запасных с каждой стороны. - Максимальное количество замен — по три с каждой стороны. |

## Статистика матча
|                  | Первый тайм | Первый тайм | Второй тайм | Второй тайм | Всего   | Всего |
|                  | Бенфика     | Челси       | Бенфика     | Челси       | Бенфика | Челси |
| Забито голов     | 0           | 0           | 1           | 2           | 1       | 2     |
| Всего ударов     | 8           | 3           | 9           | 8           | 17      | 11    |
| Ударов в створ   | 5           | 2           | 6           | 5           | 11      | 7     |
| Сейвов           | 2           | 5           | 3           | 5           | 5       | 10    |
| Владение мячом   | 55 %        | 45 %        | 52 %        | 48 %        | 54 %    | 46 %  |
| Угловых          | 1           | 1           | 3           | 3           | 4       | 4     |
| Нарушений        | 7           | 8           | 11          | 10          | 18      | 18    |
| Офсайдов         | 0           | 4           | 1           | 4           | 1       | 8     |
| Желтых карточек  | 1           | 1           | 1           | 0           | 2       | 1     |
| Красных карточек | 0           | 0           | 0           | 0           | 0       | 0     |